# Ferdinand, Idaho
Ferdinand är en ort i Idaho County i Idaho. Vid 2010 års folkräkning hade Ferdinand 159 invånare.